# Jaylon Ferguson
Jaylon Ferguson (Zachary, Estados Unidos, 14 de diciembre de 1995-Baltimore, Maryland, 21 de junio de 2022) fue un jugador de fútbol americano que jugaba en la posición de linebacker externo. Jugó al fútbol americano en Louisiana Tech University, antes de ser seleccionado en el puesto 85 por los Baltimore Ravens de la National Football League (NFL) en el Draft de la NFL de 2019. Pasó a jugar tres temporadas con los Ravens.

## Primeros años
Asistió a West Feliciana High School en St. Francisville, Louisiana, donde jugó fútbol americano y baloncesto durante cuatro años.

## Carrera universitaria
Vistió la camiseta roja en su primer año en Louisiana Tech en 2014. En 2015 jugó en doce partidos con cinco aperturas y registró 35 tacleadas y seis capturas. Como estudiante de segundo año en 2016, estableció el récord escolar de sacos en una temporada con 14.5. Como junior en 2017, tuvo 38 tacleadas y siete capturas. Regresó a Louisiana Tech para su último año en 2018. Durante la temporada rompió el récord escolar de saques de carrera y rompió su propio récord escolar de sacos en una sola temporada con 17.5. Se convirtió en el líder de saques de la NCAA FBS durante el Hawaii Bowl 2018, y también fue nombrado MVP del equipo ganador de ese juego.
En febrero de 2019, la Liga Nacional de Fútbol Americano rescindió su invitación para asistir al NFL Scouting Combine después de descubrir su condena por delito menor de agresión simple de 2015.

## Vida personal y muerte
Tuvo un hijo y dos hijas con su prometida, Doni Smith. Murió en Baltimore el 21 de junio de 2022, a los 26 años. La policía indicó que si bien la muerte fue «cuestionable», inicialmente no hubo signos de juego sucio o trauma. El 22 de junio de 2022, los Baltimore Ravens emitieron un comunicado que decía: «Estamos profundamente entristecidos por el trágico fallecimiento de Jaylon Ferguson. Era un joven amable y respetuoso, con una gran sonrisa y una personalidad contagiosa. Expresamos nuestras más sentidas condolencias a la familia y amigos de Jaylon mientras lloramos una vida perdida demasiado pronto».